# Kometengruppe
Als Kometengruppe bezeichnet man mehrere Kometen, die ähnliche Bahnelemente besitzen und sich im Wesentlichen durch den Zeitpunkt des Periheldurchgangs unterscheiden. Bislang sind 4 Kometengruppen bekannt, die alle kleine Perihelabstände von q < 0,1 AE besitzen.

## Entstehung
Kometengruppen entstehen vermutlich durch Fragmentation eines größeren Ursprungskometen. Diese Fragmentation kann entweder durch Gezeitenkräfte oder thermischen Druck ausgelöst werden. Bei Kometen mit kleiner Umlaufzeit um die Sonne kann dieser Prozess nach mehreren Umläufen dazu führen, dass mehrere Dutzend bis zu über 1000, meist kleinere Kometenbruchstücke entstehen. Das bekannteste Beispiel ist die Kreutz-Gruppe.

## Kreutz-Gruppe
Die bekannteste Kometengruppe wurde vom Deutschen Astronom Heinrich Kreutz erstmals 1888 vorgeschlagen und 1901 präzisiert. Zur Kreutz-Gruppe gehören einige der hellsten je beobachteten Kometen, u. a. die Großen Kometen von 1106, 1680, 1843, 1880, 1882 und 1965. Heute sind mehr als 1000 Kreutz-Kometen bekannt. Alle Kometen zeigen eine Bahnneigung von etwa 144°, Perihelabstände zwischen 0,005 und 0,015 AE, sowie ähnliche Perihellängen und -breiten. Ihre Umlaufzeit beträgt etwa 750–800 Jahre. Brian Marsden fand heraus, dass sich die Kreutz-Kometen in 2 Untergruppen einteilen lassen. Vermutlich gehen diese Untergruppen auf große Bruchstücke eines Kreutz-Kometen zurück, der 371 v. Chr. von Aristoteles und Ephorus beobachtet wurde.

## Meyer-Gruppe
In Koronographendaten des Weltraumteleskops SOHO, die zur Sonnenbeobachtung eingesetzt wurde, wurden mehr als 1250 sonnennahe Kometen beobachtet (Stand: Anfang 2007). Mehr als 75 % dieser SOHO-Kometen sind kleine Bruchstücke, die der Kreutz-Gruppe angehören. Im Januar 2002 fand der Deutsche Amateurastronom Maik Meyer heraus, dass die Umlaufbahnen der Kometen C/1997 L2, C/2001 E1 und C/2001 X8 durch sehr ähnliche Bahnelemente repräsentiert werden können. Einige Zeit später konnten 3 weitere Kometen von ihm identifiziert werden, die zur selben Gruppe von Kometen gehören. Daraufhin wurde die Meyer-Gruppe offiziell bestätigt.
Zur Meyer-Gruppe gehören mehr als 70 Kometen (Stand: Anfang 2007). Die Bahnelemente der Mitglieder dieser Gruppe zeigen eine sehr kleine Streuung. Im Mittel bewegen sie sich mit 73° Bahnneigung, einem Argument des Perihels von 57° und einer Knotenlinie bei 73°. Der Perihelabstand beträgt etwa 0,035 AE. Bislang konnte für keinen der Kometen eine Umlaufzeit bestimmt werden. Ein Ursprungskomet ist nicht bekannt.

## Marsden-Gruppe und Kracht-Gruppe
Im Zuge der Entdeckung der Meyer-Gruppe fand Brian Marsden heraus, dass die SOHO-Kometen C/1999 J6, C/1999 U2, C/2000 C3 und C/2000 C4 ebenfalls ähnliche Bahnelemente haben. Weitere Mitglieder wurden kurz darauf in Archivdaten der Raumsonde entdeckt. Zur Marsden-Gruppe gehören etwa 30 Kometen (Stand: Anfang 2007). Sie haben relativ kleine Bahnneigungen von etwa 26° und einen Perihelabstand um 0,049 AE.
Während einer Durchmusterung des SOHO-Archivs entdeckte der Amateurastronom Rainer Kracht im Jahr 2002 weitere Kometen mit kleiner Bahnneigung, die jedoch nicht der Marsden-Gruppe angehörten. Es stellte sich heraus, dass ihre Bahn nur um 13° zur Ekliptik geneigt ist, die Länge und Breite des Perihels sowie der Perihelabstand von etwa 0.045 AE jedoch sehr ähnlich wie bei der Marsden-Gruppe sind. Etwa 30 Kometen der Kracht-Gruppe sind bekannt.
Die Ähnlichkeit in den Bahnelementen der Marsden- und Krachtgruppe lassen auf einen gemeinsamen Ursprung schließen. Marsden merkte kurz nach der Entdeckung der Marsden-Gruppe an, dass die Bahnelemente der Gruppenmitglieder Ähnlichkeiten mit dem Kometen 96P/Machholz 1 aufweisen. Dieser wurde bereits mit einigen Meteorströmen in Verbindung gebracht. 2005 stellten die amerikanischen Astronomen Zdenek Sekanina und Paul Chodas ein Modell vor, in dem die Marsden- und Kracht-Gruppe in einen großen interplanetarischen Komplex um 96P/Machholz eingebettet sind, zu dem neben 96P und den beiden Kometengruppen noch 7 Meteorströme sowie der Asteroid 2003 EH1 und der Komet C/1490 Y1 gehören sollen. Dies deutet darauf hin, dass die Kometen der Marsden- und Kracht-Gruppe kurzperiodisch mit einer Umlaufzeit von 4 bis 6 Jahre sind. Genauere Untersuchungen der Mitglieder beider Kometengruppen zeigten, dass einige der Kometen im Zeitraum zwischen 1996 und 2006 tatsächlich wiedergekehrt sein könnten. Aufgrund der ungenauen Positionsdaten sowie möglicherweise aufgetretener Fragmentation sind genaue Zuordnungen bzw. Identifikationen jedoch nur schwer möglich.

## Ähnliche Bahnelemente und weitere mögliche Kometengruppen
Es gibt keine genau Definition, welche Kriterien erfüllt sein müssen, damit man von einer Kometengruppe spricht. Anhand der historischen Vorbilder sollten jedoch mindestens drei Kometen mit sehr ähnlichen Bahnelementen vorhanden sein. Haben lediglich zwei Kometen ähnliche Bahnelemente, so bezeichnet man diese üblicherweise als Kometenpaar.
Rainer Kracht schlug 2004 vor, dass die SOHO-Kometen C/1999 R1, C/2002 R5 und C/2003 R5 den Kern einer weiteren Kometengruppe, der Kracht-II-Gruppe, bilden. 2006 zeigte der Astronom Sebastian Hönig, dass es sich bei den Kometen 1999 R1 und 2003 R5 vermutlich um denselben Kometen mit einer Umlaufszeit von nur 4 Jahren und einem Perihelabstand von nur 0,056 AU bei etwa 14° Bahnneigung handelt. Tatsächlich konnte die Wiederkehr des Kometen im September 2007 zum von Hönig vorhergesagten Zeitpunkt beobachtet werden. Der Komet erhielt die Bezeichnung P/2007 R5 (SOHO) und die Identität von 1999 R1 und 2003 R5 war damit bestätigt, was die Existenz einer Kracht-II-Gruppe mangels weiterer Mitglieder in Frage stellt. Bei C/2002 R5 könnte es sich um ein kleineres Bruchstück handeln.
Von verschiedenen Seiten wurde darauf hingewiesen, dass die SOHO-Kometen C/2000 Q1, C/2000 Y6 und C/2000 Y7 Ähnlichkeiten in den Winkelelementen zeigen. Aufgrund der stark voneinander abweichenden Perihelabstände ist ein echter Zusammenhang jedoch fraglich.